# Papirus 32
Papirus 32 (według numeracji Gregory-Aland), oznaczany symbolem {\displaystyle {\mathfrak {P}}^{32}} – wczesny grecki rękopis Nowego Testamentu, spisany w formie kodeksu na papirusie. Paleograficznie datowany jest na II wiek. Zawiera niewielki fragment Listu do Tytusa.

## Opis
Zachował się jedynie fragment kodeksu z tekstem Listu do Tytusa 1,11-15; 2,3-8. Litery są wielkie, nomina sacra pisane są skrótami.

## Tekst
Tekst grecki rękopisu reprezentuje tekst aleksandryjski, Kurt Aland zaklasyfikował go do kategorii I. Według Metzgera tekst jest bliski dla Kodeksu Synajskiego, Augiańskiego i Boernerianus.

## Historia
Rękopis został zakupiony w Egipcie dla lorda Crawforda. Pierwotne pochodzenie jest nieznane, jednak przypuszcza się, że manuskrypt mógł zostać znaleziony w Oxyrhynchus. Zakupu dokonał Hunt, który opublikował jego tekst w 1911 roku. Ernst von Dobschütz umieścił go na liście rękopisów Nowego Testamentu, w grupie papirusów, dając mu numer 32.
Hunt ocenił, że jest wczesnej daty, bez wskazywania na wiek. Aland datował na ok. 200, Comfort na koniec II wieku.
Obecnie przechowywany jest w John Rylands University Library w Manchesterze (Gr. P. 5).